# Nathalie Licard
Nathalie Licard, née le 17 avril 1964 à Dax, est une présentatrice française connue pour présenter le début de l'émission Harald Schmidt Show à la télévision allemande.

## Présentation
Originaire de Dax, elle vit en Allemagne depuis 1994. Elle commence sa carrière allemande par un stage chez Harald Schmidt en 1997 et fait partie intégrante de l'émission à partir de la fin de l'an 2000. Elle ne sait alors pas parler un seul mot d'allemand et acquiert des connaissances en allemand pendant son travail dans l'émission. Elle devient intervieweuse dans le Late-Night-Show d'Harald Schmidt.
Après quelque temps, elle chante pendant l'émission avec l'ARD-Showband. Le 22 novembre 2006, elle remplace Harald Schmidt et présente à peu près la moitié de l'émission.
En Allemagne, elle est surtout connue pour son accent français.

## Doublage
En 2004, elle donne sa voix à la Geheimwaffe (L'Arme Secrète) dans le film d'animation Derrick - Die Pflicht ruft (Derrick - Le devoir nous appelle).

## Publications
En 2008 elle a publié un livre (Ich bin gespannt wie gekochtes Gemüse. Eine Französin in Deutschland,) sur sa vie en Allemagne.